# Indomarengo sarawakensis
Indomarengo sarawakensis är en spindelart som beskrevs av Benjamin 2004. Indomarengo sarawakensis ingår i släktet Indomarengo och familjen hoppspindlar. Inga underarter finns listade i Catalogue of Life.